# タッピー

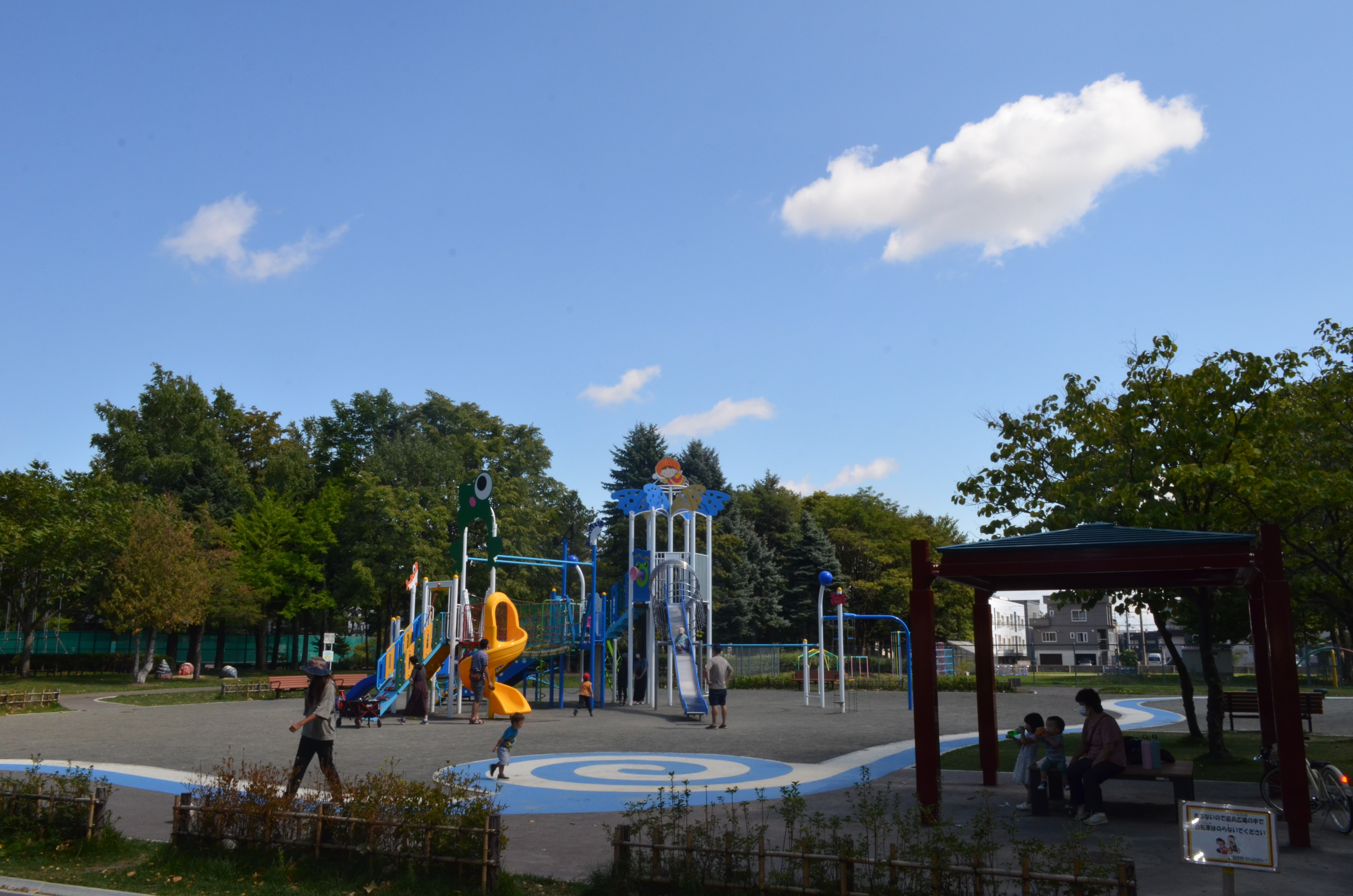
伏古公園の遊具広場「タッピーランド」

タッピーは北海道札幌市東区のマスコットキャラクター（ゆるキャラ）。

## 概要
1992年に区制施行20周年を記念し、区のふれあい街づくり事業の一環として制作された。12月に東区民から募集したデザイン149点の中から採用され、翌年1993年に同様に募集した愛称546点の中から決まり誕生。
札幌市東区の代表的な農産物の玉ねぎと妖精がモチーフとなっている。小さなこどもが玉ねぎの帽子を被っているような外見で、いつも笑顔を浮かべている。名前の由来は、タマネギの「タ」とハッピーの「ッピー」を組み合わせたもの。
基本的な活動内容は札幌市東区で行われる行事への参加であり、区民意識・連帯意識・ふるさと意識や、東区のイメージアップを目的としている。ハッピー・タッピーコンサートが行われている。